# 芳鎮
芳鎮（1856年—?），又作方镇，字藩侯，号節廷，季佳氏，滿洲正藍旗人，清朝政治人物、同進士出身。
光緒二年丙子科举人，十八年（1892年），参加光緒壬辰科殿試，登進士三甲38名。同年五月，著交吏部掣签分发各省，以知县即用